# Peter Thorwöste
Peter Thorwöste, född okänt år i Holland, död 6 maj 1659 i Åbo, var en finländsk industriman. 
Thorwöste inkom genom Stockholm vid pass 1630 till Åbo, där han förvärvade sig stor förmögenhet och ansedd ställning. Han var särskilt en gynnare av den lärda världen och gav ekonomiskt stöd till fattiga akademiker. 
Genom försträckning åt den rike åboköpmannen Jakob Wolle mot pant av Antskog järnbruk i västra Nyland tvingades Thorwöste 1647 inlösa icke blott Antskog, utan även Svartå järnbruk med Ojamo järngruva i Lojo socken. 
År 1649 erhöll Thorwöste privilegium på att grundlägga en masugn, hammare och manufaktursmedja på Fiskars hemman i Pojo, ej långt från Antskog. Det sedermera blomstrande Fiskars blev färdigt 1650, manufakturverket dock först 1658 (brann 1660 och grundades ånyo först 1830). Han skötte sina bruk med stordrift. Efter hans död övertogs hans verksamhet av hans änka Elin Såger.